# Sanya
Sanya (Sanya Ḵwaan, Sanyakoan, Cape Fox People), uz Tongasse jedno od najjužnijih plemena Tlingit Indijanaca, porodica Koluschan, nastanjena u 19. stoljeću u području Cape Foxa na Aljaski. Njihovo selo Gash, nalazilo se na Cape Foxu, a 1880. bilo ih je (prema popisu) stotinjak zajedno s Tongass ili Taant’a Kwáan Indijancima. Govorili su dijalektom Sanya-Henya.